# Palpa (distrito do Nepal)
Palpa é um distrito da zona de Lumbini, no Nepal.